# Землетрясение в Эгейском море (2020)
Землетрясение в Эгейском море — землетрясение магнитудой до 7,0, произошедшее в пятницу, 30 октября 2020 года, в 14:51 по местному времени (14:51 мск), в Эгейском море, примерно в 14 км к северо-востоку от греческого острова Самос. Затронуло Турцию и Грецию. 
В районах ила Измир Байраклы и Борнова обрушилось от 6 до 20 зданий. На острове Самос были повреждены здания, в городе Неон-Карловасион частично обрушился купол церкви Божьей Матери. 
В городе Сеферихисар, в 50 км к югу от Измира землетрясение вызвало цунами, которое подтопило улицы города. В Турции зафиксировано 67 афтершоков. 
В Турции в результате землетрясения 116 человек погибли, 1034 человек было ранено. На Самосе погибли два подростка, 4 человека ранены.

## Землетрясение
Землетрясение произошло в результате нормального сброса на небольшой глубине земной коры в пределах тектонической плиты Евразии в восточной части Эгейского моря, примерно в 250 км к северу от ближайшей границы основной плиты, где Африканская плита перемещается на север со скоростью примерно 10 мм/год в сторону Евразии. Из-за местоположения эпицентра землетрясение считается внутриплитным. В Турции было зарегистрировано в общей сложности 84 афтершока.

## Цунами
На островах Икария, Кос, Хиос и Самос сработала система предупреждения о цунами. Местные средства массовой информации сообщают, что в Сеферихисаре, расположенном в 50 км к югу от Измира, после землетрясения вода в море вышла из берегов, в результате чего было затоплено несколько городских районов.

## Жертвы
3 ноября 2020 года Управление по чрезвычайным ситуациям Турции сообщило, что в результате землетрясения погибли 107 человек, 1027 пострадали. Из них на 3 ноября в больницах находились 144 человека. Затем было сообщено о 111 погибших.
В Греции, в городе Вати на Самосе погибли два старшеклассника, ещё десять человек получили ранения.

## Ущерб
Губернатор провинции Измир Тунч Сойер заявил, что в общей сложности в провинции разрушено около двадцати домов.
Многоквартирные дома в которых погибли люди:
- МКД Риза Бей 36 человек погибло[18]
- МКД Эмрах[19] 32 человек погибло
- МДК Доганлар[20], махалле Мансуроглу 15 погибших
- МКД Ялчыоглу[21] 11 человек погибло
- Дом Карагюль
- Дом Йылмаз Эрбек[22][23] — 11 человек погибли. Дом находился рядом с болотом[24]
- МКД Барыш 11 человек погибло
- МКД Джумхуриет

Многоквартирные дома (МКД) в которых погибли люди
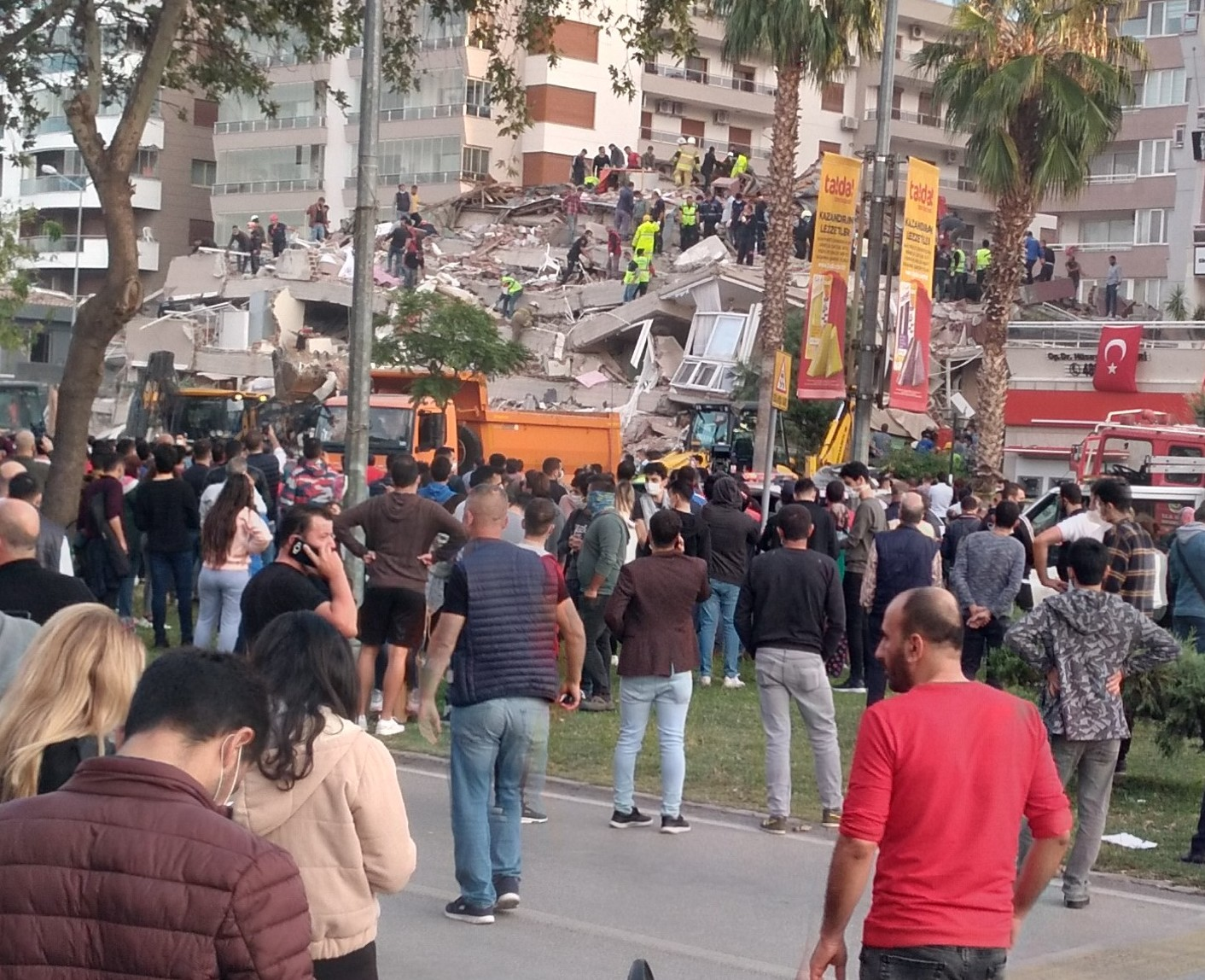
МКД Риза Бей 36 человек погибло
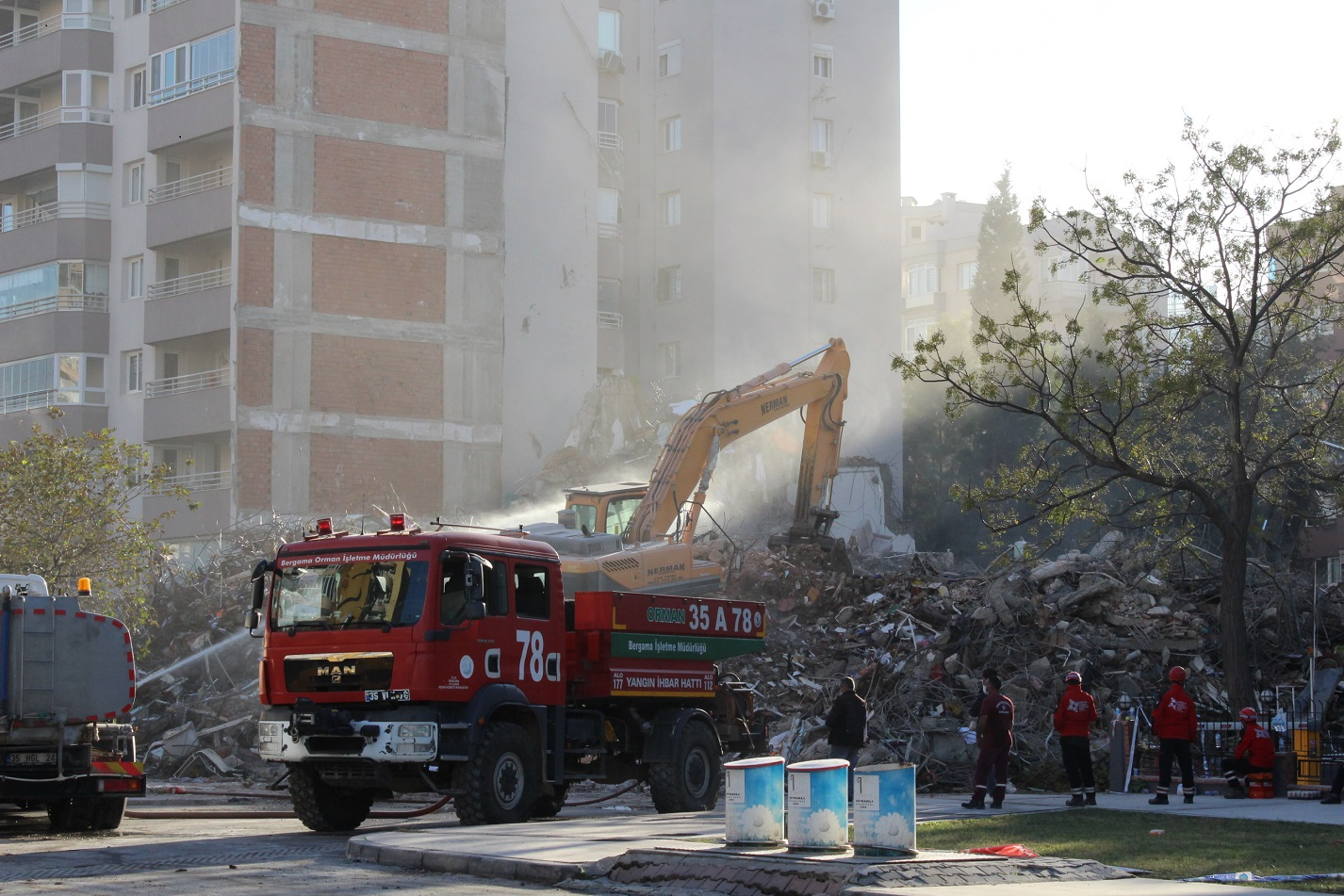
Дом Йылмаз Эрбек, одна секция которого разрушилась а вторая полностью уцелела. 11 человек погибли
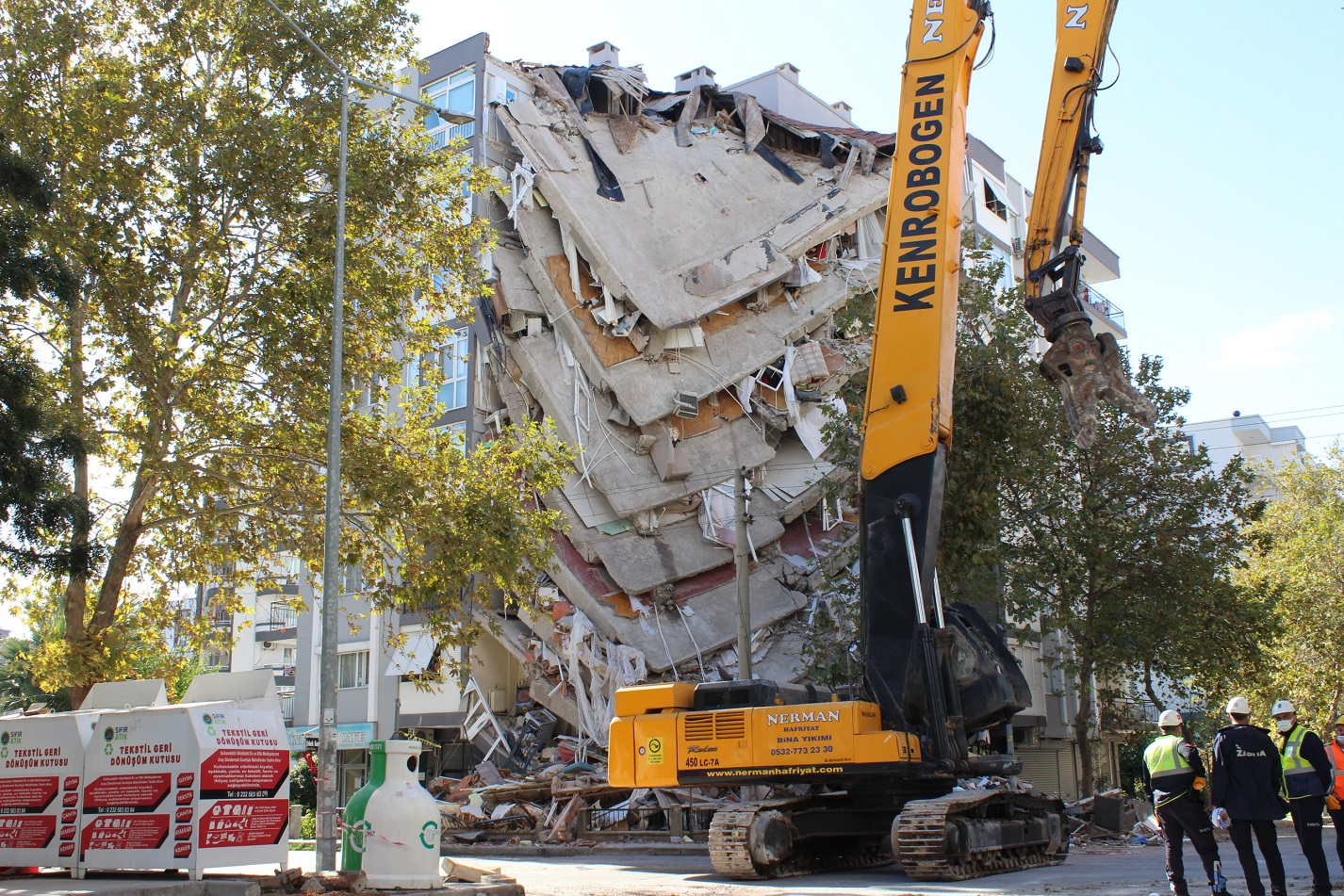
МКД Доганлар, в котором погибло 15 человек.
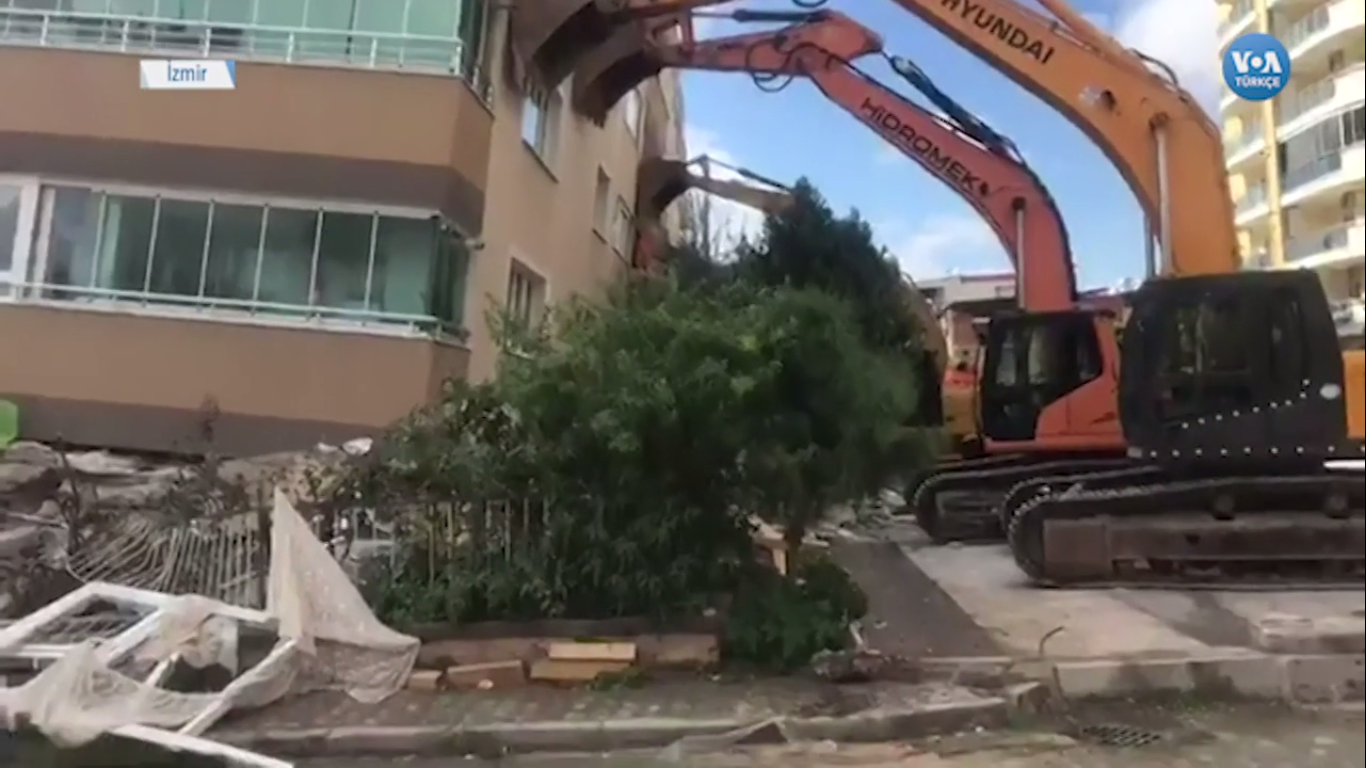
МКД Барыш, поддерживаемый от опрокидывания экскаваторами.11 человек погибли

## Спасательные операции
Сразу после землетрясения министр здравоохранения Турции Фахреттин Коджа заявил, что к месту происшествия прибыло около сорока машин скорой помощи, 35 аварийно-спасательных бригад и два вертолета скорой помощи. Турецкий Красный Полумесяц немедленно развернул группы из шести городов для обеспечения пострадавших районов продовольствием. Министерство обороны страны объявило о переброске из военной базы Этимесгут в пострадавшие провинции частей AFAD и турецкой жандармерии.

## Международная реакция
Азербайджан, Франция и Израиль предложили пострадавшим странам помощь в ликвидации последствий землетрясения.
Премьер-министр Греции Кириакос Мицотакис и президент Турции Реджеп Тайип Эрдоган обменялись объединяющими заявлениями после землетрясения и заявили о готовности помочь друг другу.